# Erik Wahlberg (idrottare)
Erik Wahlberg, född 24 januari 2002, är en svensk idrottare.
Wahlberg tog guld i skicross vid olympiska vinterspelen för ungdomar i Lausanne 2020 År 2020 blev han också den första svenska mästaren i seglingsklassen RS Aero
Erik Wahlberg är invald i Prolympia Hall of Fame i båda idrotterna. Han gick på Åre Skidgymnasium och tog examen 2022.
Sommaren 2023 tog Wahlberg VM-silver i seglingsklassen RS Aero 7 m^2 U22. 
Under 2024 tog han brons i RS Aero 9 m^2 på både VM, EM och SM. 
I januari 2025 deltog Erik Wahlberg i Universaden i skicross där han tog guld. 

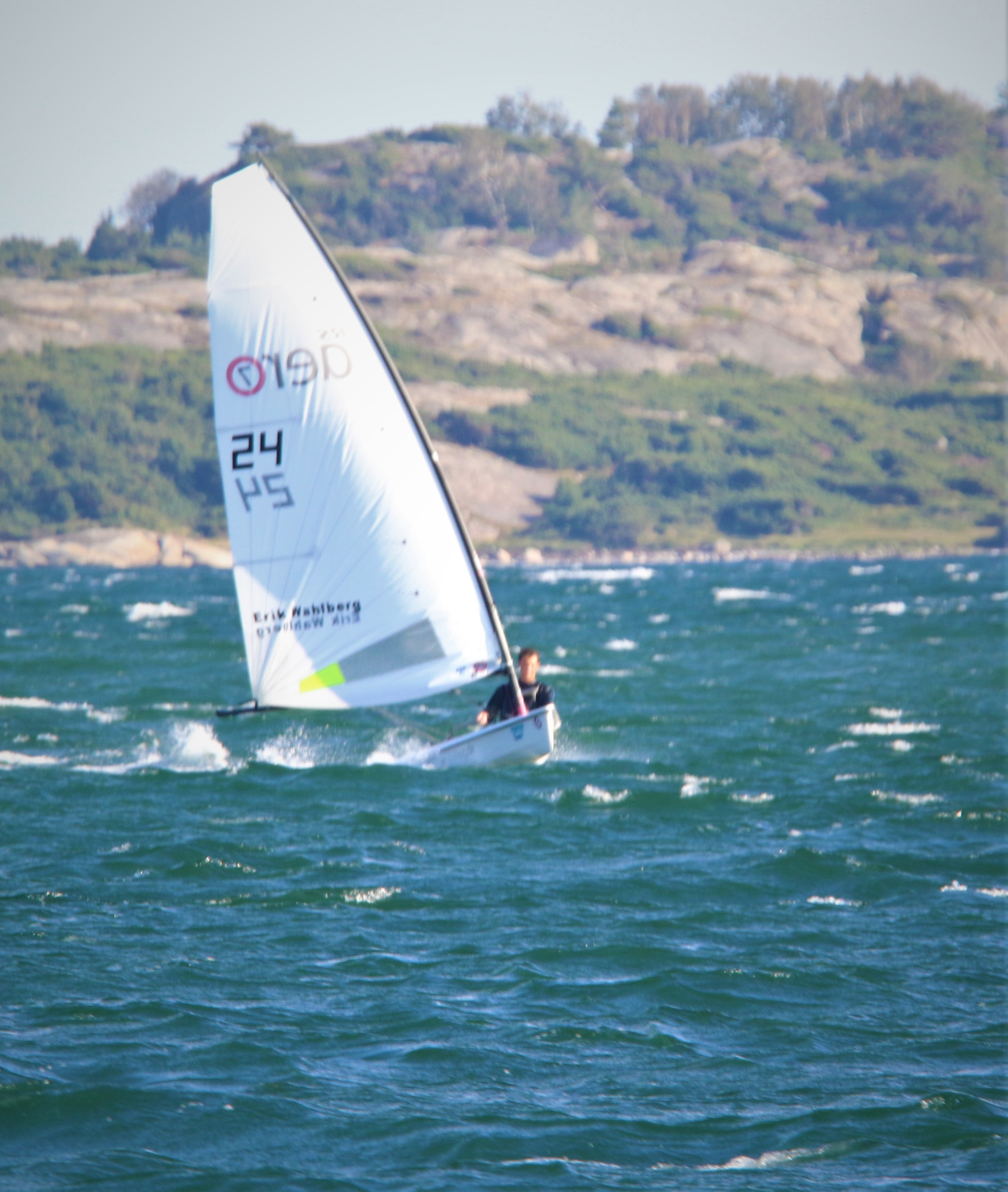
Erik Wahlberg, SM RS Aero 2020